# Whiskerville
I Whiskerville sono un clan scozzese immaginario dei fumetti Disney. Appaiono per la prima volta nella storia di Carl Barks Il clan di Zio Paperone (1960), ispirata al romanzo Il mastino dei Baskerville di Arthur Conan Doyle con protagonista Sherlock Holmes; riappaiono negli anni novanta da Don Rosa nella Saga di Paperon de' Paperoni. Compaiono anche nei capitoli Il nuovo proprietario del Castello de' Paperoni, dove Paperone li affronta e sconfigge, Il terrore del Transvaal (rappresentati sullo sfondo in una panoramica dei principali nemici del giovane Paperone) e, infine, ne Il miliardario di Colle Fosco.

## Caratterizzazione
I Whiskerville sono da secoli rivali dei de' Paperoni, da quando occuparono il loro castello nelle Highlands scozzesi principalmente per far pascolare le loro pecore sul territorio del clan de' Paperoni; gli antenati di Paperone avevano abbandonato le loro terre poiché nel 1675 un terribile mastino era comparso nella zona, terrorizzando la popolazione locale. Nella Saga di Paperon de' Paperoni il mastino è in realtà opera dei Whiskerville che, con un costume, ingannarono e spaventarono i loro rivali al punto da farli fuggire a Glasgow. Il Mastino comparirà anche nel ventiseiesimo episodio della serie DuckTales, "La maledizione del castello di zio Paperone" (The Curse of Castle McDuck, 1987), libero adattamento della storia Il clan di Zio Paperone.